# Григорьев, Павел Васильевич
Павел Васильевич Григорьев (20 марта 1923 — 2009) — советский борец вольного стиля, Заслуженный тренер СССР (1963), Заслуженный работник культуры Белорусской ССР.

## Биография
Увлёкся борьбой в 1949 году. Представлял общество «Строитель». В 1957 году выполнил норматив мастера спорта СССР.
В 1958 году начал пробовать себя в тренерской работе. С 1978 года доцент кафедры борьбы и тяжёлой атлетики Белорусского института физкультуры (БГУФК). Подготовил более 30 мастеров спорта СССР.
Скончался в 2009 году на 86-м году жизни.

## Известные воспитанники
- Медведь, Александр Васильевич — многократный чемпион СССР, Европы и мира, 3-кратный олимпийский чемпион;
- Летун, Владимир Николаевич — чемпион и призёр чемпионатов СССР;
- Лисафин, Семён Александрович — призёр чемпионатов СССР по вольной борьбе и самбо;
- Аксёнов, Николай Николаевич — призёр чемпионатов СССР;
- Лосик, Иван Владимирович — призёр чемпионатов СССР.

## Память
В Минске на базе БГУФК проводится турнир по вольной, греко-римской борьбе и самбо памяти заслуженных тренеров СССР и БССР Михаила Мирского, Болеслава Рыбалко, Павла Григорьева, Семёна Лисафина.